# Almási Miklós
Almási Miklós (Budapest, 1932. szeptember 26. –) Széchenyi-díjas magyar esztéta, filozófus, esszéíró, egyetemi tanár, a Magyar Tudományos Akadémia rendes tagja. A drámaelmélet és a filozófiai esztétika neves tudósa. Gazdaságelméleti kérdésekkel is foglalkozik. 1976 és 1978 között a Magyar Színháztudományi Intézet igazgatója.

## Életpályája
1951-ben felvették az ELTE Bölcsészettudományi Kar filozófia szakára, ahol 1954-ben szerzett filozófus diplomát. Diplomájának megszerzése után a Magyar Tudományos Akadémia aspiránsa volt Lukács Györgynél, majd 1957-ben korábbi egyetemének esztétika tanszékén lett adjunktus. 1958-ban politikai okokból távoznia kellett az egyetemről, középiskolai tanárként helyezkedett el a budapesti Petőfi Gimnáziumban. 1962-ben a Magyar Színháztudományi Intézet csoportvezetője lett, amelynek 1976-ban igazgatója lett. E tisztségét két évig viselte. 1978-ban az ELTE esztétika tanszékére kapott egyetemi tanári és tanszékvezetői kinevezést. 2002-ben ment nyugdíjba, majd 2007-ben emeritálták, azóta is oktat, részt vesz az ELTE Művészetelméleti és Médiatudományi Intézete munkájában.
1966-ban védte meg a filozófiai tudományok kandidátusi, 1972-ben akadémiai doktori értekezését. Az MTA Filozófiai Bizottságának lett tagja. 1987-ben megválasztották a Magyar Tudományos Akadémia levelező, majd 1993-ban rendes tagjává. Később az Országos Athenaeum Bizottság tagja lett. Emellett a Kossuth- és Széchenyi-díj Bizottság irodalmi albizottságának elnöke. 2006 óta a Balassa Péter-díj kuratóriumának tagja. Egyetemi pályafutása mellett esztéta és kritikusi munkássága korán kezdődött: 1967-ben a Kritika című folyóirat szerkesztője lett, itt 1978-ig dolgozott. Később a Magyar Filozófiai Szemle szerkesztőbizottságának elnöke lett.

## Munkássága
Kutatási területei a filozófia és a szociológia határterülete, elsősorban a társadalmi élet megtévesztő látszatai és ezek ontológiai szerkezete. Az 1990-es évektől érdeklődése – a filozófiai esztétika mellett – a gazdaságelmélet és -történet felé fordult (Hová tűnt az a rengeteg pénz? Válságkönyv).
Kritikai és esztétikai írásai drámaelmélettel, színháztörténettel és filozófiai esztétikával foglalkoztak. Írt könyveket többek között Anton Pavlovics Csehovról és Hegel esztétikájáról-történelemfilozófiájáról (Kis Hegel könyv).
Évek óta vezet több-kevesebb rendszerességgel blogot. Ezek az írásai az Alma írja és az alma mondja (http://almatrans.hvg.hu) című blogokon olvashatók.

## Családja
Nős, házasságából egy fiú-, illetve egy leánygyermeke született.

## Főbb publikációi
- Almási Miklós–Gyertyán Ervin–Hermann István: Filmesztétikai tanulmányok; Magyar Filmtudományi Intézet és Filmarchivum, Bp., 1961 (Filmművészeti könyvtár)
- A modern dráma útjain. Az újabb drámatörténet és a shakespeare-i hagyományok; Gondolat, Bp., 1961
- Színjáték és társadalom. Esztétikai kérdések szociológiai csomagolásban; Színháztudományi Intézet, Bp., 1963 (Színházi tanulmányok)
- Maszk és tükör. Esszé a dramaturgiáról; Magvető, Bp., 1966 (Elvek és utak)
- Színházi dramaturgia; Színháztudományi Intézet, Bp., 1966 (Színházi tanulmányok)
- Ellipszis (1967)
- A drámafejlődés útjai. Egy műfaj története Goethétől O'Neillig; Akadémiai, Bp., 1969
- A látszat valósága (Budapest, 1971, angolul 1990)
- Rezgésszámok. Beszélgetés a mai Amerikáról; Magvető, Bp., 1974
- Almási Miklós–Kérész Gyula–Gervai András: Ifjúság és a színház. Szociológiai vizsgálat. 1974-1975. Készítette a Magyar Színházi Intézet munkacsoportja; MSZI, Bp., 1976
- Kényszerpályán (1977)
- Például a szirup (1979)
- Az értelem kalandjai (1980)
- Mi lesz velünk, Anton Pavlovics? Csehov drámai világa (esszé, Budapest, 1985)
- A hiányjel mosolya (1986)
- The Philosophy of Appearances (1989)
- Anti-esztétika. Séták a művészetfilozófiák labirintusában (1992, második kiadás: 2003)
- Léghajó Manhattan felett. Kalandok a Wall Streeten és Hollywoodban; Közgazdasági és Jogi, Bp., 1992
- Napóra a Times Square-en. A pénz forradalma az ezredvégen (Budapest, 1995, második kiadás: 1997)
- Üveggolyók – Az ezredvég globális játszmái (1998)
- A szőke nő. Őrült mesék (2001)
- Korszellemv@dászat (2002)
- Anti-esztétika. Séták a művészetfilozófiák labirintusában; 3. jav., bőv. kiad.; Helikon, Bp., 2003 (Helikon universitas. Művészetelmélet)
- Kis Hegel könyv (2005)
- Hová tűnt az a rengeteg pénz? Válságkönyv (2009)
- A szerelem lehetetlensége (2012)
- Bevezetés a 21. századba. Negyvenhat + egy; Kalligram, Pozsony, 2015
- Mi lesz velünk, Anton Pavlovics?; 2. jav. kiad.; Noran Libro, Bp., 2018
- Ami bennünk van. Lélek a digitális kor viharában; Fekete Sas, Bp., 2019
- Pisztoly a könyvtárban. Életinterjú; beszélgetőtárs Nádra Valéria; Kalligram, Bp., 2019
- Az abszurd Shakespeare. Rendhagyó olvasópróbák; Park, Bp., 2020
- Közeli jövőnk és a távoli jelen. A digitális társadalom kritikája; Joshua Könyvek, Bp., 2021
- A tudás örömétől a szellemi vakságig. Írások a kultúra mámoráról és a műveltség leárazásáról; Kalligram, Budapest, 2024